# Иваjла
Ивајла (Пловдив, 27. јун 2007) бугарска је поп-фолк певачица.

## Дискографија

### Спотови
| Спот | Година | Режисер               |
| ---- | ------ | --------------------- |
|      | 2023   | Стефан Маринов        |
|      | 2023   | Георги Марков         |
|      | 2023   | Иван Димитров – Torex |
|      | 2023   | Станислава Василева   |
|      | 2024   | Николај Скерлев       |
|      | 2024   | Виктор Милушев        |
|      | 2024   | Константин Нуцов      |
|      | 2025   | Виктор Милушев        |
|      | 2025   | Иван Димитров – Torex |